# ریمو ویگنی
ریمو ویگنی (انگلیسی: Remo Vigni; ۱۱ نوامبر ۱۹۳۸ – ۱۷ ژوئن ۲۰۱۹) بازیکن فوتبال اهل ایتالیا بود.
از باشگاه‌هایی که در آن بازی کرده‌است می‌توان به باشگاه فوتبال برشا، باشگاه فوتبال کاتانیا، باشگاه فوتبال پادوا، باشگاه فوتبال مونتسا، و باشگاه فوتبال سمپدوریا اشاره کرد.